# محمدمهدی کتیبه
محمد مهدی کتیبه (زاده ۱۳۱۸ شیراز – درگذشته ۶ مهر ۱۳۹۹ تهران) سرهنگ توپخانه نیروی زمینی ارتش و رئیس اداره دوم ستاد مشترک ارتش جمهوری اسلامی ایران بود. وی در انفجار در دفتر نخست‌وزیری جمهوری اسلامی ایران حضور داشت، اما علی‌رغم جراحات زیاد، از این حادثه جان سالم به در برد. وی در روز ۶ مهر ۱۳۹۹ درگذشت و دو روز بعد در شیراز به خاک سپرده شد.

## زندگی‌نامه
محمد مهدی کتیبه در سال ۱۳۱۸ در شیراز زاده شد. وی در سال ۱۳۳۹ پس از قبولی در آزمون ورودی وارد دانشگاه افسری شد، که پس از سه سال از این دانشگاه فارغ گردید.

## سوابق نظامی
وی در سال ۱۳۴۲ پس از فارغ‌التحصیلی از دانشگاه افسری، فعالیت رسمی در ارتش شاهنشاهی ایران را آغاز کرد. او علاوه بر ریاست اداره دوم کمیته مشترک در سال ۱۳۵۹ در مرکز توپخانه اصفهان، رکن دو ارتش، تیپ ۵۵ هوابرد در شیراز، لشکر سنندج و دانشگاه افسری نیز خدمت کرده‌است. کتیبه یکی از اعضای اصلی گروه بی‌نام بود که برای مقابله با شاه در ارتش فعالیت می‌کرد و ارتش شاهنشاهی بعد از انقلاب توسط این گروه اداره شد.
سرهنگ کتیبه در زمان ریاست قاسمعلی ظهیرنژاد، سمت ریاست رکن دوم ارتش را برعهده داشت. او در کنار زندگی نظامی خود فعالیت‌های مذهبی در انجمن حجتیه داشت و طی دوران فعالیت خود در ارتش از رهبران این انجمن شناخته می‌شد.

## هشدار حمله عراق به ایران
کتیبه به‌عنوان بالاترین رکن اطلاعات ارتش ایران دو ماه قبل از حمله عراق احتمال و موارد مربوطه را به اطلاع رهبر ایران می‌رساند و او در این مورد موضوع را به بهشتی و هاشمی رفسنجانی ارجاع می‌دهد.
او همچنین در جلسه‌ای در نیمه اول شهریور ۱۳۵۹ در مجلس شورای اسلامی خطر حمله نظامی عراق را برای نمایندگان توضیح داد. سخنان وی با عدم استقبال و انکار موضوع و امکان حمله عراق به ایران توسط نمایندگان مجلس روبرو شد. کتیبه صراحتاً می‌گوید یک هفته قبل از شروع جنگ به مقامات گفته صدام می خواهد از خوزستان به ایران حمله کند. شاهد ادعایش را هم بیشتر از ۲۰۰ نماینده مجلس شورای اول می گیرد.

## حادثه دفتر نخست‌وزیری
او در هنگام انفجار نخست‌وزیری به عنوان رئیس اداره دوم ارتش، یکی از اعضای جلسه شورای عالی امنیت ملی بود که پس از انفجار، علی‌رغم جراحات زیاد، از این حادثه جان سالم به در برد. احتمالات و حدس و گمان وی این است که مسعود کشمیری که همراه خود همیشه ضبط صوتی به همراه داشته و احتمالاً مواد منفجره داخل همان ضبط بوده مسئول این انفجار و حادثه است.

## دستگیری و بازنشستگی
فعالیت‌های نظامی سرهنگ کتیبه در سال ۱۳۶۶ با بحث حمایت‌های وی و سایر رهبران ارتش از نامه احمد کاشانی و مخالفت وی با اداره جنگ توسط سپاه و حمایت از علی صیاد شیرازی و تلاش برای جلوگیری از عزل وی از فرماندهی نیروی زمینی به پایان می‌رسد. این مخالفت‌ها که با نشر بیانیه همراه بود به دستگیری وی و احمد کاشانی و ۱۵ نفر از سران ارتش به دستور وزارت اطلاعات در دوره میرحسین موسوی منجر شد که برای سرهنگ کتیبه به انفصال و سپس تحمل یک سال زندانی شدن می‌انجامد.
کتیبه در سال ۱۳۷۲ مجدداً به خدمت دعوت شده و در سمت معاونت طرح و برنامه وزارت دفاع و پشتیبانی نیروهای مسلح فعالیت می‌کند و یک سال بعد بازنشسته می‌شود.
او تا قبل از درگذشت به عنوان قائم مقام مؤسسه خیریه حضرت زهرا (س) در تهران مشغول به کار بود. وی در ۸ مهر ۹۹ در دارالرحمه شیراز به خاک سپرده شد.